# Imitations (tomik Roberta Lowella)
Imitations – tomik amerykańskiego poety Roberta Lowella, opublikowany w 1961, zawierający jego tłumaczenia z literatur europejskich. W tomiku znaleźli się poeci od Homera do Eugenia Montale. Równocześnie poeta wydał przekład Fedry Jeana Baptiste’a Racine’a.